# Bitwa nad rzeką Ulai (ok. 1110 p.n.e.)

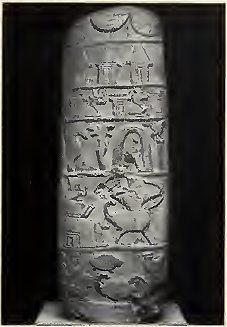
Kudurru Szitti-Marduka z inskrypcją opisującą wyprawę Nabuchodonozora I na Elam

Bitwa nad rzeką Ulai – starcie zbrojne pomiędzy wojskami babilońskiego króla Nabuchodonozora I (1126-1105 p.n.e.) i wojskami elamickiego króla Huttelusz-Inszuszinaka (ok. 1120-1110 p.n.e.) do którego doszło ok. 1110 r. p.n.e. nad rzeką Ulai w pobliżu Suzy w Elamie. Zgodnie z zachowanymi źródłami w bitwie tej wielkie zwycięstwo odnieść miała strona babilońska.

## Źródła
O bitwie nad rzeką Ulai wspominają dwa teksty:
- inskrypcja na kudurru Szitti-Marduka – tekst ten potwierdza nadanie przywilejów Szitti-Mardukowi, wodzowi kasyckiego plemienia Bit-Karziabku, w podzięce za jego dokonania w trakcie bitwy nad rzeką Ulai[1];
- List Nabuchodonozora I do Babilończyków – fragmentarycznie zachowany tekst w formie listu w którym Nabuchodonozor I opisuje mieszkańcom Babilonu swe zwycięstwo nad Elamem i odzyskanie posągu boga Marduka[2]

## Bitwa
Nabuchodonozor I, czwarty władca z II dynastii z Isin, obejmując w 1126 r. p.n.e. tron Babilonii przejął po swych poprzednikach bardzo osłabione państwo. Szczególnie dewastujący wpływ na kraj miała cała seria najazdów elamickich, która doprowadziła do upadku dynastii kasyckiej (ok. 1595-1155 p.n.e.). W trakcie jednego z takich najazdów wojska elamickie zdobyły Babilon i zabrały ze sobą posąg Marduka, bóstwa opiekuńczego miasta. Nabuchodonozor I postanowił odzyskać ten posąg i rozprawić się raz na zawsze z elamickim zagrożeniem.
Nie wiemy dokładnie w którym momencie 22-letnich rządów Nabuchodonozora I doszło do wyprawy wojennej na Elam. Najczęściej przyjmuje się, iż miała ona miejsce ok. 1110 r. p.n.e. Z inskrypcji na kudurru Szitti-Marduka wiadomo, iż rozpoczęła się ona w środku lata, najmniej sprzyjającym okresie do prowadzenia wojny. Niespodziewany atak miał zaskoczyć Elamitów nieprzyzwyczajonych do prowadzenia działań wojennych w trakcie upalnych letnich miesięcy. Nabuchodonozor I ze swym wojskiem wyruszył z Der, babilońskiego miasta leżącego najbliżej elamickiej granicy. Inskrypcja na kudurru Szitti-Marduka opisuje pochód armii babilońskiej, która pomimo panujących upałów i niedostatku wody posuwała się coraz bardziej w błąb terytorium Elamu:
„Żar (z nieba) palił jak ogień, a powierzchnia dróg parzyła jak płomień. W studniach nie było wody, a źródła wody zostały odcięte. Najlepsze z koni stawały, a pod najlepszymi z żołnierzy uginały się nogi. (Ale) wielki król wciąż maszerował, bogowie byli jego podporą. Nabuchodonozor posuwał się do przodu - ten, który nie ma równego sobie! On nie bał się trudów wyprawy”
Utrudzonej marszem armii babilońskiej udało się w końcu dotrzeć do rzeki Ulai, gdzie drogę zagrodziła im armia elamicka. Zgodnie z Listem Nabuchodonozora I do Babilończyków to król elamicki zaatakować miał pierwszy:
„Nad rzeką Ulai wróg, zły Elamita, [zablokował] (mym oddziałom) źródła wody w ga[jach]. (...) Nie mogłem dostarczyć im wody, nie mogłem ulżyć ich zmęczeniu. On ruszył naprzód, wypuszczając swe strzały i [potrząsając] (swą) bronią”
Obie armie zwarły się w walce. Inskrypcja na kudurru Szitti-Marduka wspomina, iż wzniecony przez obie strony kurz przyćmić miał słońce:
„Potężny król przyspieszył i dotarł do brzegu rzeki Ulai. (Obaj) królowie spotkali się i zwarli w walce. (...) Wzniecony przez nich kurz przesłonił oblicze słońca. Tumany kurzu unosiły się wszędzie. (...) Jeden żołnierz w rydwanie nie widział drugiego który stał obok”
Jeżeli wierzyć relacji Szitti-Marduka, który w trakcie bitwy był najprawdopodobniej jednym z dowódców rydwanów na prawym skrzydle armii babilońskiej, to właśnie jego atak na pozycje Elamitów przesądzić miał o zwycięstwie Nabuchodonozora I:
„Szitti-Marduk, pan domu Bit-Karziabku, którego rydwan był po prawej stronie króla, jego pana, nie ociągał się i panował nad swym rydwanem. Nie bał się walki i uderzył na wroga. Wbił się głęboko w (pozycje) wrogów swego pana. Na rozkaz Isztar i Adada, bogów walki, zmusił do ucieczki Hultelutisza (tj. Huttelusz-Inszuszinaka), króla Elamu”
O klęsce Huttelusz-Inszuszinaka w bitwie wspomina też List Nabuchodonozora I do Babilończyków:
„Jego armia rozpierzchła się, jego siły rozproszyły się (...), porzucił swe twierdze i zniknął”
Po zwycięskiej bitwie Nabuchodonozor I złupił Elam i odzyskał posąg Marduka, który sprowadzono do Babilonu i osadzono na jego prawowitym miejscu w E-sagili.